# Amt Atteln
Das Amt Atteln war bis 1974 ein Amt im ostwestfälischen Kreis Büren in Nordrhein-Westfalen. Sein Vorgänger war der Kanton Atteln.

## Der Kanton Atteln
Das Gebiet des späteren Amtes Atteln gehörte bis zu den Napoleonischen Kriegen zum Hochstift Paderborn. Nachdem das Gebiet des Hochstifts 1807 an das Königreich Westphalen gefallen war, wurden neue Verwaltungsstrukturen nach französischem Vorbild geschaffen; meistens ohne Berücksichtigung historischer Gebietsgrenzen. Zum Kanton Atteln gehörten die Gemeinden Atteln, Dalheim-Blankenrode, Etteln, Haaren, Helmern, Henglarn und Husen. Im Jahre 1810 hatte der Kanton 4101 Einwohner. Der Kanton gehörte zum Distrikt Paderborn im Departement der Fulda des Königreichs und fiel 1813 an Preußen. 1816 wurden der Kanton dem neuen Kreis Büren zugeschlagen und bestand in diesem als Verwaltungsbezirk fort. Auch in den Folgejahren wurde der Verwaltungsbezirk manchmal noch als Kanton bezeichnet.

## Das Amt Atteln
Im Rahmen der Einführung der westfälischen Landgemeinde-Ordnung von 1841 wurden aus den unterhalb der Kreisebene bestehenden Verwaltungsbezirken, sofern es sich nicht um Städte gemäß der revidierten Städteordnung handelte, Ämter gebildet. Im Kreis Büren wurde dadurch aus dem Kanton Atteln das Amt Atteln. 
Am 10. August 1952 wurde die Gemeinde Dalheim-Blankenrode in die drei Gemeinden Blankenrode, Dalheim und Elisenhof aufgeteilt. Das Amt umfasste seitdem neun Gemeinden. Die folgenden Daten stammen vom 31. Dezember 1973:
1. Atteln: 949 E, 15 km², 196 m ü. NN
2. Blankenrode: 98 E, 10 km², 369 m ü. NN
3. Dalheim: 126 E, 10 km², 274 m ü. NN
4. Elisenhof: 111 E, 8 km², 332 m ü. NN
5. Etteln: 1413 E, 23 km², 162 m ü. NN
6. Haaren: 1825 E, 33 km², 361 m ü. NN
7. Helmern: 813 E, 13 km², 362 m ü. NN
8. Henglarn: 594 E, 11 km², 179 m ü. NN
9. Husen: 853 E, 14 km², 213 m ü. NN

Durch das Sauerland/Paderborn-Gesetz wurde das Amt Atteln zum 31. Dezember 1974 aufgelöst:
- Die Gemeinden Atteln, Blankenrode, Dalheim, Henglarn und Husen wurden in die Stadt Lichtenau eingemeindet.
- Die Gemeinden Elisenhof, Haaren und Helmern wurden in die Stadt Wünnenberg eingemeindet.
- Die Gemeinde Etteln wurde Teil der Gemeinde Borchen.
- Borchen, Lichtenau und Wünnenberg (seit 2000 Bad Wünnenberg) gehören seitdem zum Kreis Paderborn.

## Einwohnerentwicklung
| Jahr | Einwohner | Quelle |
| ---- | --------- | ------ |
| 1818 | 4289      | [ 7 ]  |
| 1843 | 5264      | [ 7 ]  |
| 1871 | 5214      | [ 7 ]  |
| 1910 | 5087      | [ 8 ]  |
| 1939 | 5491      | [ 9 ]  |
| 1950 | 7341      | [ 10 ] |
| 1961 | 6084      | [ 10 ] |
| 1970 | 6612      | [ 10 ] |